# Banco Nacional Ultramarino
Le Banco Nacional Ultramarino (/bɐ̃ku nɐsiunaɫ uɫtɾɐmɐɾinu/ ; chinois traditionnel : 大西洋银行) était une banque portugaise avec des opérations à travers le monde, en particulier dans les anciennes provinces d'outre-mer du Portugal. Elle a cessé d'exister en tant qu'entité juridique distincte au Portugal à la suite de sa fusion avec Caixa Geral de Depósitos, la caisse d'épargne propriété du gouvernement en 2001.
La banque continue ses opérations aujourd'hui sous la marque Banco Nacional Ultramarino dans la région administrative spéciale de Macao, une ancienne colonie portugaise, où elle est également agréée pour émettre les billets de banque en pataca.

## Chronologie

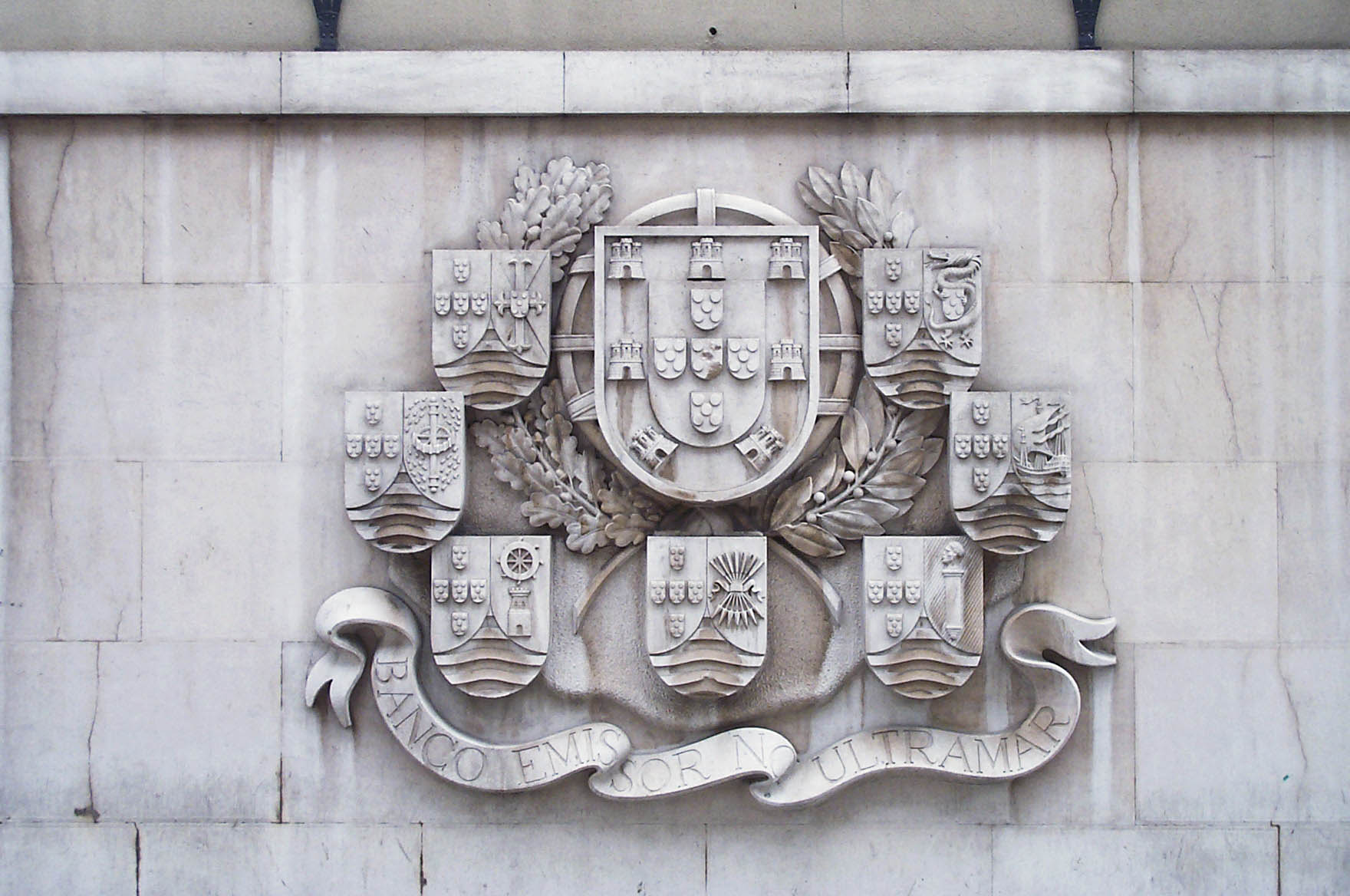
Bas-relief au Banco Nacional Ultramarino, Lisbonne, avec des armoiries de plusieurs colonies de l 'Empire portugais

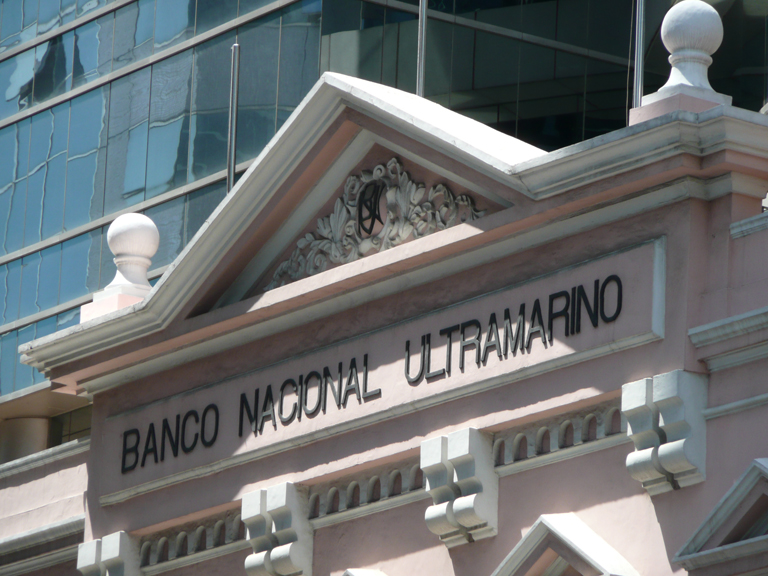
BNU Macau

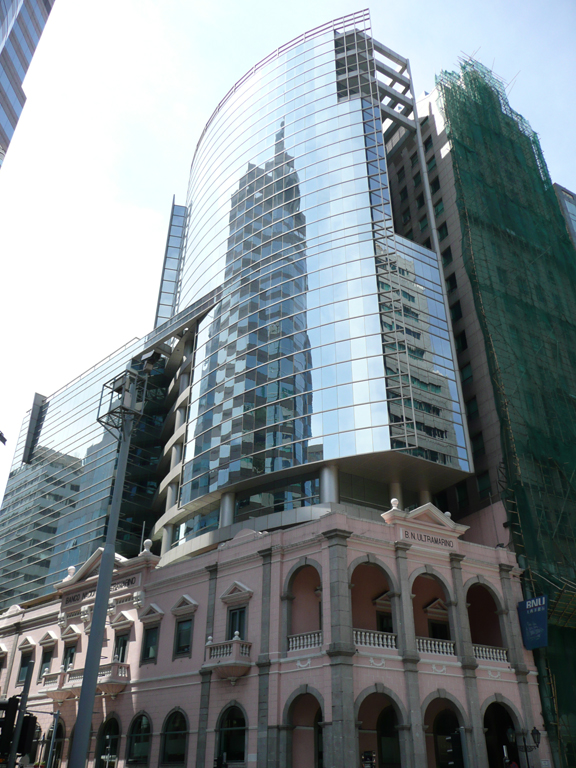
la Tour BNU à Macao

- 1864 - la Banco Nacional Ultramarino (BNU) est créée à Lisbonne, au Portugal, en tant que banque d'émission pour les territoires portugais d'outre-mer.
- 1865 - BNU ouvre des succursales à Luanda, Angola et Praia, Cap-Vert.
- 1868 - La banque ouvre des succursales à Sao Tomé-et-Principe, Goa et au Mozambique.
- 1901 - BNU perd son monopole bancaire, mais conserve celui de l'émission des billets de banque dans les territoires où elle opère.
- 1902 - BNU ouvre des succursales à Macao, Bolama, et en Guinée portugaise.
- 1912 - BNU ouvre des guichets ouverts à Dili, Timor oriental, et au Brésil.
- 1919 - BNU établit un bureau de représentant à Léopoldville et une succursale à Paris.
- 1920 - BNU établit un bureau de représentant à Bombay.
- 1926 - BNU perd son monopole d'émission des billets en Angola avec la création de la Banco de Angola. BNU transfère sa succursale de Léopoldville à la Banco de Angola[1].
- 1929 - BNU fonde la Banque anglo-portugaise coloniale et d'outre-mer, sa filiale de Londres, et convertit sa succursale à Paris en une filiale, la Banque franco-portugaise d'outre-Mer .
- 1952 - BNU a fermé ses succursales dans l'ex-Inde portugaise.
- 1965 - BNU, Banco Português do Atlântico, Banco de Angola et la Compagnie sud-africaine des mines et des finances, fondent la Banque de Lisbonne et de l'Afrique du Sud, plus tard renommée en Banque mercantile de Lisbonne.
- 1970 - BNU achète des parts de la Banque interatlantique au Luxembourg.
- 1970 - BNU établit un bureau de représentation à Londres.
- 1974 - Le gouvernement portugais nationalise la BNU, à la suite de la Révolution des œillets.
- 1975 - Les intérêts de BNU au Mozambique sont nationalisés et renommés Banco de Moçambique.
  - Les intérêts de BNU à Sao Tomé-et-Principe sont nationalisés et renommés Banque nationale de Sao Tomé-et-Principe. En 1993, le gouvernement sépara les activités de la Banque nationale en deux entités, une banque centrale, Banque centrale de Sao Tomé-et-Principe, et une banque commerciale, Banco Internacional de São Tomé e Príncipe.
  - Les intérêts de BNU au Cap-Vert sont nationalisés et renommés Banque du Cap-Vert. En 1993, le gouvernement a transformé son activité bancaire commerciale dans une nouvelle banque, Banco Comercial do Atlantico.
- 1988 - Le Gouvernement portugais propriétaire de la Caixa Geral de Depósitos devient l'actionnaire majoritaire de la BNU, avec l'État portugais, l'autre actionnaire unique.
- 1991 - BNU ouvre une succursale à Londres.
- 1993 - BNU ouvre une succursale à Zhuhai, une  Zone économique spéciale de Chine.
- 1993 - Caixa Geral de Depósitos (CGD) devient l'actionnaire majoritaire de la Banque Franco-Portugaise d'Outre-Mer. En 2002, la CGD a clos la banque par la fusion de ses opérations dans la branche de CGD à Paris.
- 1995 - Le gouvernement chinois a confirmé que BNU resterait un émetteur de billet de banque à Macao, au moins jusqu'en 2010.
- 1999 - BNU ouvre des bureaux de représentation à Mumbai et Panaji (Goa), et une branche à Dili, Timor oriental.
- 2000 - BNU a conclu une entente avec l'Administration de la Région administrative spéciale de Macao de la république populaire de Chine, en vertu de laquelle BNU reste un agent du Trésor.
- 2001 - BNU et la Caixa Geral de Depósitos fusionnent par incorporation de BNU à la Caixa Geral de Depósitos; la Banque Franco-Portugaise d'Outre-Mer est devenue une branche de la Caixa Geral ; le 1er juillet 2000, la branche de Banco Nacional Ultramarino à Macao devient une banque incorporée en RAS de Macao sous le nom de Banco Nacional Ultramarino SA, mais filiale et propriété exclusive de la Caixa Geral de Depósitos, et maintien jusqu'en 2010 de ses fonctions d'émetteur de billet de et d'Agent du Trésor.
- 2002 - Caixa Geral acquiert une participation majoritaire dans le capital de la Banque Mercantile Lisbonne en Afrique du Sud, qui devient la Mercantile Bank.

## Émissions de billets de banque

### Les colonies portugaises
Dès 1894, la Banco Nacional Ultramarino fait office d'institut d'émission qui gère et fait fabriquer les billets de banque destinés aux colonies portugaises ; cette fonction est renforcée en 1914. Les pays concernés par ces émissions ultramarines furent l'Angola, le Cap-Vert, la Guinée portugaise, l'Inde portugaise, le Mozambique, Sao Tomé-et-Principe, Macao et Timor. Elles prennent fin entre 1974 et 1977.

### Le cas de Macao
L'Autorité monétaire de Macao a permis à deux banques d'émettre des billets libellés en pataca, la Banque de Chine et Banco Nacional Ultramarino SA, filiale de CGD à Macao,. En raison du passé colonial portugais de Macao, les langues, sur les caractéristiques des billets sont en portugais et en chinois.
Le Banco Nacional Ultramarino a produit ses premiers billets en 1906, en coupures de 1, 5, 50 et 100 patacas. L'année suivante, furent introduits des billets de 10 et 25 patacas. Le BNU a commencé à émettre des billets de faible valeur avec 5, 10 et 50 avos en 1920, et des billets de 1 et 20 avos en 1942. En 1944, elle a introduit un billet de 500 patacas. Après 1952, les pièces remplacent les coupures de moins de 10 patacas. La banque a mis fin au billet 25 patacas en 1958.
Les billets précédents, incluaient les armoiries du Portugal, il est aujourd'hui remplacé par le logo de BNU.
Les billets actuellement émis par le BNU sont:
| MOP$10   | 138 × 69 mm   | Jaune/Violet | Statue de la déesse A-Ma de Macao | Bâtiment du BNU | 8 août 2005 |
| MOP$20   | 143 × 71,5 mm | Violet       | Aéroport international de Macao   | Bâtiment du BNU | 8 août 2005 |
| MOP$100  | 153 × 76,5 mm | Bleu         | Largo do Senado                   | Bâtiment du BNU | 8 août 2005 |
| MOP$500  | 158 × 79 mm   | Vert         | Tour Macao                        | Bâtiment du BNU | 8 août 2005 |
| MOP$1000 | 163 × 81,5 mm | Orange       | Centre culturel de Macao          | Bâtiment du BNU | 8 août 2005 |

La série 2005 du BNU a été imprimée par Joh. Enschedé, une société d'impression sécurisée aux Pays-Bas.